# Koeweit op de Olympische Zomerspelen 2004
Koeweit nam deel aan de Olympische Zomerspelen 2004 in Athene, Griekenland. Tijdens de vorige editie, in 2000, werd de allereerste medaille voor Koeweit gewonnen. Die prestatie kreeg in Athene geen vervolg.

## Resultaten en deelnemers

### Atletiek
| Olympiër           | Onderdeel              | Resultaat | Prestatie                             |
| ------------------ | ---------------------- | --------- | ------------------------------------- |
| Fawzi Al-Shammari  | 400m (m)               | 53e       | serie 5: 7de in 48,25                 |
| Mohammad Al-Azemi  | 800m (m)               | 44e       | serie 4: 7de in 1.47,67               |
| Bashir Ibrahim     | 3000m steeplechase (m) | 35e       | serie 2: 14de in 8.48,65 (NR)         |
| Ali Al-Zinkawi     | kogelslingeren (m)     | 31e       | kwalificatie groep B: 16de met 71,06m |
|                    |                        |           |                                       |
| Danah Al-Nasrallah | 100m (v)               | 61e       | serie 2: 8ste in 13,92 (NR)           |

### Judo
| Olympiër     | Onderdeel  | Resultaat | Prestatie                               |
| ------------ | ---------- | --------- | --------------------------------------- |
| Majid Al-Ali | +100kg (m) | 21e       | 1ste ronde: V van USA Boonzaayer: ippon |

### Schietsport
| Olympiër            | Onderdeel      | Resultaat | Prestatie                                                                    |
| ------------------- | -------------- | --------- | ---------------------------------------------------------------------------- |
| Abdullah Al-Rashidi | skeet (m)      | 9e        | kwalificatie: 9de met 121 punten (25-24-24-24-24)                            |
| Khaled Al-Mudhaf    | trap (m)       | 6e        | kwalificatie: 4de met 121 punten (25-24-23-24-25) finale: 6de met 141 punten |
| Naser Meqlad        | trap (m)       | 14e       | kwalificatie: 14de met 117 punten (24-23-25-23-22)                           |
| Fehaid Al-Deehani   | dubbeltrap (m) | 8e        | kwalificatie: 8ste met 134 punten (44-44-46)                                 |
| Mashfi Al-Mutairi   | dubbeltrap (m) | 12e       | kwalificatie: 12de met 131 punten (43-43-45)                                 |

Afghanistan · Albanië · Algerije · Amerikaanse Maagdeneilanden · Amerikaans-Samoa · Andorra · Angola · Antigua en Barbuda · Argentinië · Armenië · Aruba · Australië · Azerbeidzjan · Bahama's · Bahrein · Bangladesh · Barbados · België · Belize · Benin · Bermuda · Bhutan · Bolivia · Bosnië en Herzegovina · Botswana · Brazilië · Britse Maagdeneilanden · Brunei · Bulgarije · Burkina Faso · Burundi · Cambodja · Canada · Centraal-Afrikaanse Republiek · Chili · China · Chinees Taipei · Colombia · Comoren · Congo-Brazzaville · Congo-Kinshasa · Cookeilanden · Costa Rica · Cuba · Cyprus · Denemarken · Djibouti · Dominica · Dominicaanse Republiek · Duitsland · Ecuador · Egypte · El Salvador · Equatoriaal-Guinea · Eritrea · Estland · Ethiopië · Fiji · Filipijnen · Finland · Frankrijk · Gabon · Gambia · Georgië · Ghana · Grenada · Griekenland · Groot-Brittannië · Guam · Guatemala · Guinee · Guinee‑Bissau · Guyana · Haïti · Honduras · Hongarije · Hongkong · Ierland · IJsland · India · Indonesië · Irak · Iran · Israël · Italië · Ivoorkust · Jamaica · Japan · Jemen · Jordanië · Kaaimaneilanden · Kaapverdië · Kameroen · Kazachstan · Kenia · Kirgizië · Kiribati · Koeweit · Kroatië · Laos · Lesotho · Letland · Libanon · Liberia · Libië · Liechtenstein · Litouwen · Luxemburg · Macedonië · Madagaskar · Malawi · Malediven · Maleisië · Mali · Malta · Marokko · Mauritanië · Mauritius · Mexico · Micronesië · Moldavië · Monaco · Mongolië · Mozambique · Myanmar · Namibië · Nauru · Nederland · Nederlandse Antillen · Nepal · Nicaragua · Nieuw-Zeeland · Niger · Nigeria · Noord-Korea · Noorwegen · Oeganda · Oekraïne · Oezbekistan · Oman · Oostenrijk · Oost‑Timor · Pakistan · Palau · Palestina · Panama · Papoea-Nieuw-Guinea · Paraguay · Peru · Polen · Portugal · Puerto Rico · Qatar · Roemenië · Rusland · Rwanda · Saint Kitts en Nevis · Saint Lucia · Saint Vincent en Grenadines · Salomonseilanden · Samoa · San Marino · Sao Tomé en Principe · Saoedi-Arabië · Senegal · Servië en Montenegro · Seychellen · Sierra Leone · Singapore · Slovenië · Slowakije · Soedan · Somalië · Spanje · Sri Lanka · Suriname · Swaziland · Syrië · Tadzjikistan · Tanzania · Thailand · Togo · Tonga · Trinidad en Tobago · Tsjaad · Tsjechië · Tunesië · Turkije · Turkmenistan · Uruguay · Vanuatu · Venezuela · Verenigde Arabische Emiraten · Verenigde Staten · Vietnam · Wit-Rusland · Zambia · Zimbabwe · Zuid-Afrika · Zuid-Korea · Zweden · Zwitserland